# Joeropsis limbatus
Joeropsis limbatus är en kräftdjursart som beskrevs av Brian Frederick Kensley 2003. Joeropsis limbatus ingår i släktet Joeropsis och familjen Joeropsididae. Inga underarter finns listade i Catalogue of Life.